# Арбаны
Арба́ны (мар. Арбан) — деревня в Медведевском районе Республики Марий Эл. Входит в состав Нурминского сельского поселения.

## История
Первое упоминание относится к ревизской сказке 1723 года. В то время деревня входила в Малую Ошлинскую волость и насчитывала 16 крестьянских дворов, в которых проживало 64 души мужского пола.
В списке селений за 1877 год Арбаны значился как центр волости. В волость входили 8 крупных сельских обществ и 78 селений.
Население жило в общине, но имущественного равенства не было. Об этом говорят названия улиц деревни Арбаны. Одну из них местные жители называют Поян лук — улица богачей, вторую — Куптур лук — улица, ведущая к болоту. По третьей улице раньше проходила дорога из Санчурска на Царевококшайск. Ездили по ней в основном русские, они и могли её назвать «кривая улица». А местное население укоротило до Кри лук.
В деревне имелось волостное правление, был конный милиционер.
В километре восточнее Арбан протекает река Ошла. Раньше на ней стояло несколько водяных мельниц. Арбанцы мололи муку на цибикнурской мельнице.
В 1884 году в деревне была основана церковно-приходская школа. В 1886/87 учебном году в школе учились 32 мальчика и 2 девочки — все православные, марийцы. Заведовал школой священник из Нурмы Альпидовский. С 1907 года здесь работала его дочь Ксения, впоследствии ставшая заведующей.
В Арбанах имелась волостная библиотека с читальней и детским отделением.
В 1929 году был организован колхоз «Шытышэ».
7 сентября 1943 года было образовано Арбанское торфопредприятие. В 1953 году арбанский торф начал поступать на Йошкар-Олинскую электростанцию по узкоколейной железной дороге. В год доставляли 95-110 тысяч тонн торфа. Впоследствии торф широко использовался для удобрения полей сельхозпредприятий района и республики.
В 70-е годы XX века в районе деревни Арбаны геологи обнаружили обширное подземное водохранилище, бывшее в давние времена старицей реки Волги. Вода из него по водоводу поступает в города Йошкар-Олы.

## Население
| 2010 | 2011 | 2012 | 2013 | 2014 | 2021 |
| ---- | ---- | ---- | ---- | ---- | ---- |
| 327  | ↗369 | ↘366 | ↗388 | ↗398 | →398 |

## Современное состояние
Деревня газифицирована, проведено электричество. Заасфальтировано 3 улицы и дорога к автомобильной трассе. В 2014 году на средства жителей была полностью отремонтирована одна из дорог длиной 1 км.
Вместо старых деревянных жилых домов строятся новые кирпичные.

## Известные люди
Николай Михайлович Арбан — уроженец этой деревни, советский марийский поэт, прозаик, драматург, музыкант, художник, классик марийской литературы, народный писатель Марий Эл (1994).